# Sœurs auxiliatrices de Notre-Dame de Pitié
Les sœurs auxiliatrices de Notre-Dame de Pitié forment une congrégation religieuse féminine enseignante et hospitalière de droit pontifical.

## Histoire
En 1875, le Père Dominique Évangeliste Pinheiro (1843-1924) fonde une confrérie à Caeté près du sanctuaire de Notre-Dame de Piété (pt) (reconnue patronne de l'État du Minas Gerais le 20 novembre 1958 par Jean XXIII). L'association promeut la dévotion à la Vierge et aide aussi les familles pauvres. Le Père Pinheiro reste très marqué par le « Pelourinho do Poder », un pilori qui était situé près de sa maison natale où de nombreux esclaves et prisonniers sont torturés et tués. 
En 1878, il ouvre l'asile saint Louis, pour les orphelins et les filles d'esclaves. Pour gérer son œuvre, il fonde, le 28 août 1892, la congrégation des sœurs auxiliatrices de Notre-Dame de Pitié, avec douze jeunes filles, dont certaines sont noires et filles d'esclaves, ce qui est une grande nouveauté pour l'époque. L'institut reçoit l'approbation diocésaine le 24 décembre 1939 et le décret de louange le 5 juin 1959.
Une sœur de la congrégation, Benigne Victime de Jésus (1907-1981) est reconnue vénérable le 18 février 2022.

## Activité et diffusion
Les sœurs se consacrent à l'enseignement, au soin des malades et à d'autres œuvres d'assistance sociale. 
Elles sont présentes au Brésil avec la maison-mère à Belo Horizonte.
En 2017, la congrégation comptait 95 sœurs dans 20 maisons.